# 乌克尔市镇
乌克尔市镇（俄语：Муниципальное образование «Укыр»）是俄罗斯联邦伊尔库茨克州博汉区所属的一个市镇。其下辖有7个居民点，行政中心为乌克尔。据2016年统计，该市镇的人口为1322人。